# Maodo Lô
Ne doit pas être confondu avec Modou Lô.
Maodo Lô, le 31 décembre 1992 à Berlin en Allemagne, est un joueur allemand de basket-ball. Il évolue au poste de meneur.

## Biographie
La mère de Maodo Lô est la peintre Elvira Bach, son père est Sénégalais.
Au mois de juillet 2020, il s'engage pour une saison avec l'ALBA Berlin, champion d'Allemagne en titre.
En juillet 2023, Lô quitte l'Allemagne pour l'Olimpia Milan, club évoluant en Euroligue.
Le 16 août 2024, il signe avec le Paris Basketball, club évoluant dans le championnat de France et en Euroligue,.
En juillet 2025, Lô s'engage avec le Žalgiris Kaunas, club lituanien qui participe à l'Euroligue.

## Palmarès

### En club
- Champion d'Allemagne 2019, 2021
- Vainqueur de la Coupe d'Allemagne 2022

 Paris Basketball :
- Champion de France en 2025
- Vainqueur de la Coupe de France 2025

### En équipe nationale
- Finaliste de l'Universiade d'été de 2015
- Médaille de bronze au Championnat d'Europe 2022
- Médaille d'or à la Coupe du monde 2023